# Dijk (waterkering)

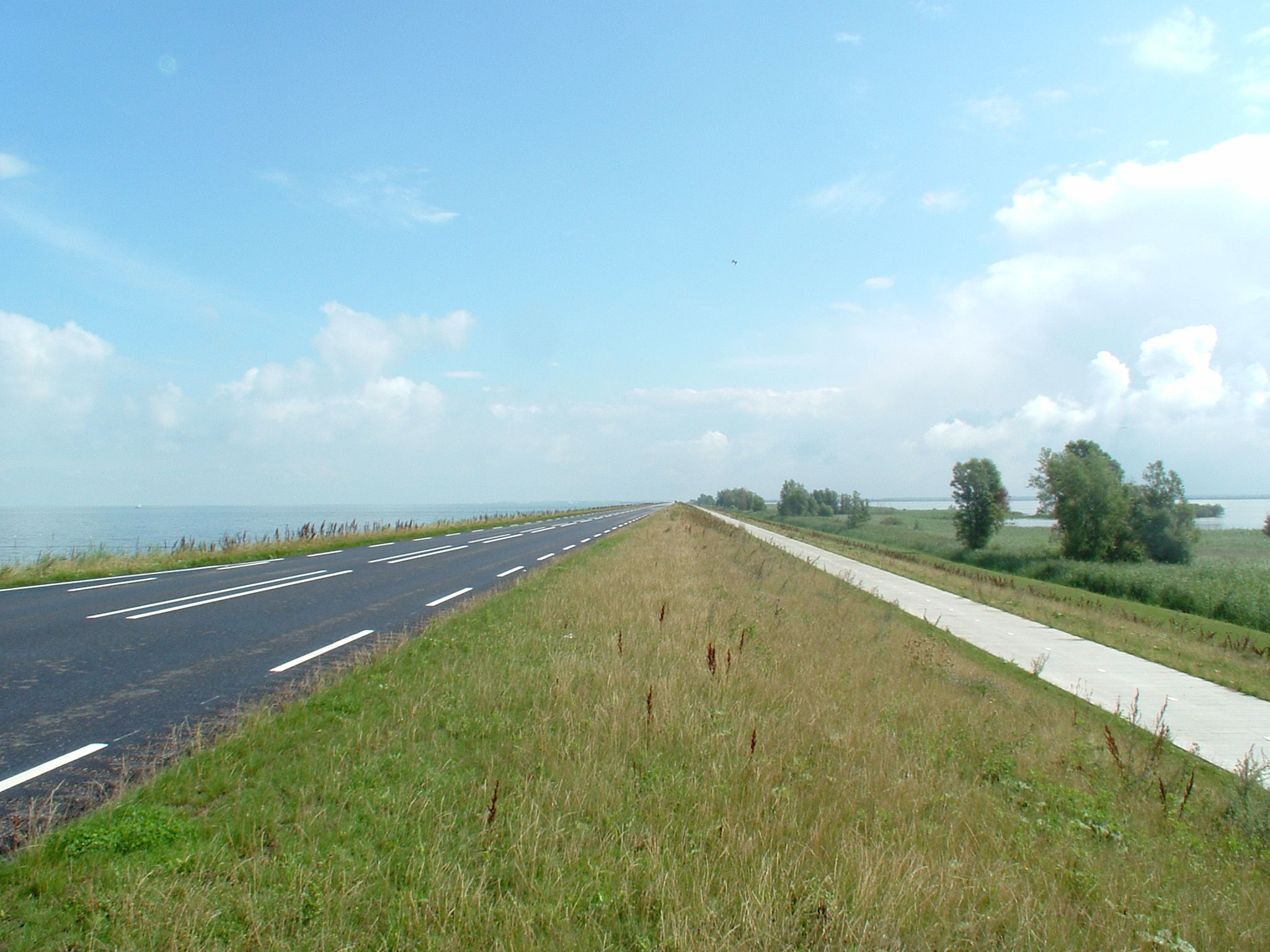
Primaire waterkering. Links Markermeer, rechts Oostvaardersplassen

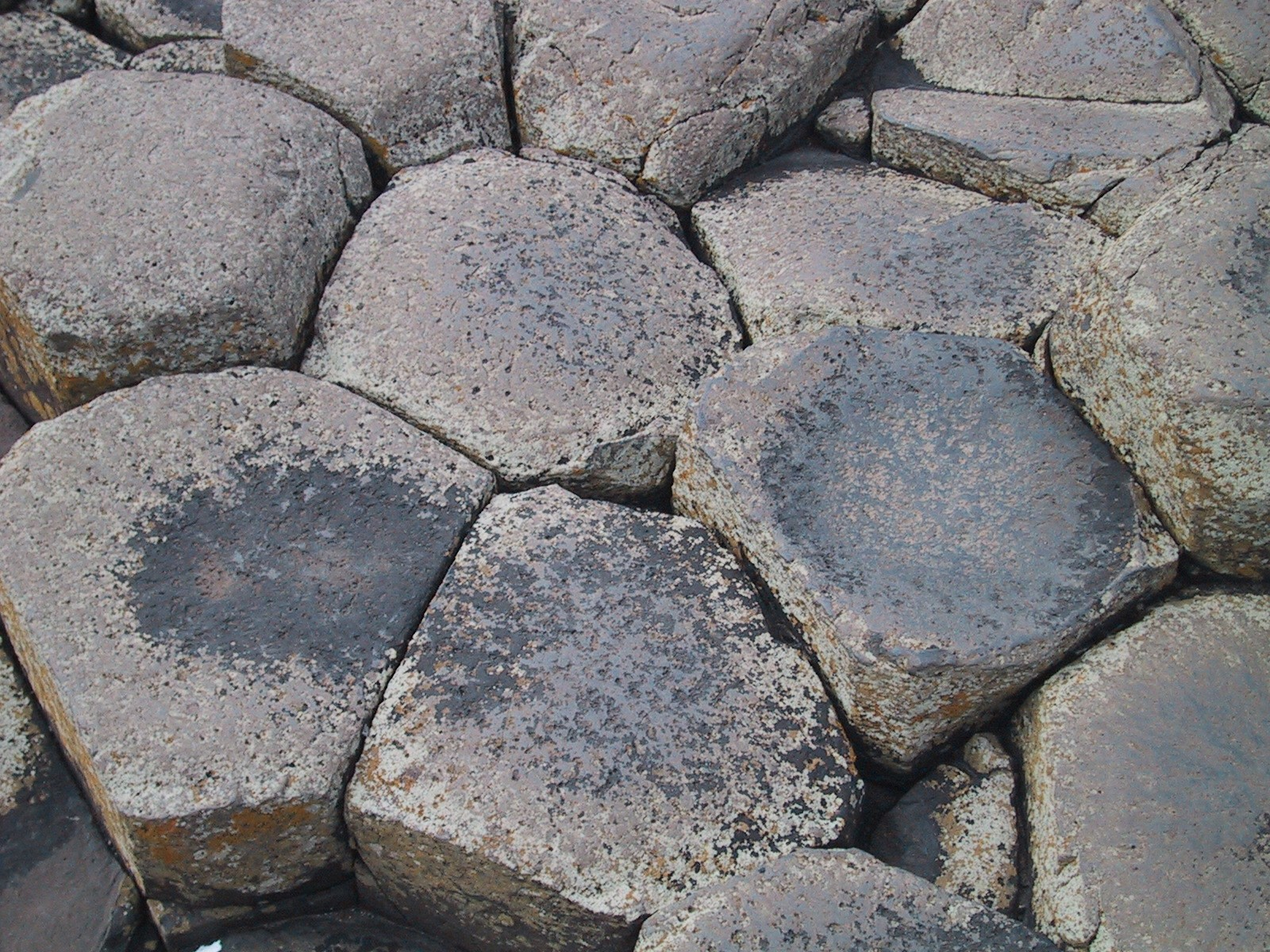
Basaltblokken ter bescherming van het dijklichaam

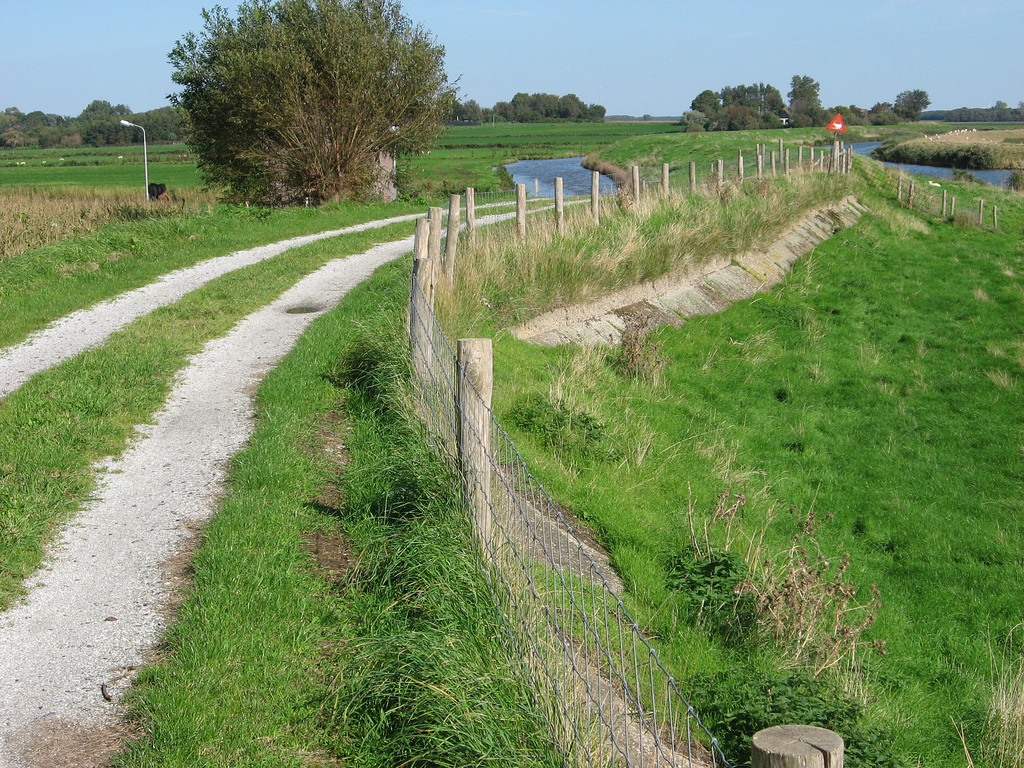
Oude wierdijk van Wieringen. Materiaalgebruik en bouwwijze werden in vroeger eeuwen voldoende veilig geacht

Een dijk is een door mensen aangelegde langgestrekte verhoogde waterkering, vaak gemaakt van aarde. Hij is bedoeld om het achterliggende land te beschermen tegen schade als gevolg van  overstroming door hoogwater. Er zijn verschillende soorten waterkerende dijken met verschillende functies en verschillende bouwwijzen. Naar functie zijn ze grofweg onder te verdelen in zeewaterkerende, rivierwaterkerende en binnenwaterkerende lijnvormige landschapselementen.
In de 1990er jaren vond in Nederland een omslag in denken plaats over de effectiviteit van het indijken van water als bescherming tegen watersnood. Er werd een grootschalig programma opgezet en uitgevoerd waarmee hoogwater in rivieren de ruimte wordt gegeven om veilig weg te stromen, in grotere uiterwaarden, nieuwe nevengeulen en tijdelijke bergingen, onder de naam Ruimte voor de rivier. Ook wordt in plaats van dijkverzwaring gekozen voor beweegbare stormvloedkering, zoals bij Ramspol.
Naast de genoemde primaire beschermingsfunctie van dijken zijn deze in voorkomende gevallen voorzien van wegverharding, zodat ze ook gebruikt kunnen worden als verkeersweg.

## Geschiedenis
Vermoedelijk werden de eerste dijken aangelegd in Soemerië tussen de Eufraat en Tigris en in Egypte langs de Nijl, enkele millennia voor de christelijke jaartelling. Ook in Amerika en China vond al duizenden jaren geleden dijkenbouw plaats.
In Mesopotamië bouwde men stelsels van dijken en kanalen, waardoor het mogelijk werd om over te gaan op een productievere vorm van landbouw, irrigatielandbouw. Daarnaast werden dijken gebruikt om in de lente het smeltwater van de rivieren buiten de steden te houden. De dijken bestonden uit lage aarden wallen.
3000 jaar geleden kwam de landbouw in Egypte tot stand in de delta van de rivier de Nijl. Al gedurende de 1e dynastie gebruikten de Egyptenaren irrigatiesystemen voor het bewateren van gewassen. Dijken werden gebruikt om de bassins waarin water voor de akkerbouw werd opgeslagen van elkaar te scheiden.
In het oude China werd tijdens de Zhou-dynastie de overstromingsvlakte van de Gele Rivier gecultiveerd met dijken en drainage. Zo was men ook beter beschermd tegen overstromingen. De velden en terrassen hervormden niet alleen het landschap op grote schaal, maar ook de maatschappij. Voor de constructiewerkzaamheden waren veel mensen nodig en een goede voorbereiding en coördinatie van de uitvoering. Dat vereiste volgens sommige wetenschappers een grote mate van collectieve sociale organisatie. Dit stimuleerde een gecentraliseerd gezag met hiërarchische maatschappelijke verhoudingen, door Wittfogel de hydraulische samenleving genoemd. Anderzijds werden grote bedijkingen ook binnen bestaande bestuurlijke culturen als die met een autoritair heersende vorst, in dwangarbeid of door arme bewoners uitgevoerd.
Ondanks grote geografische en culturele verschillen zijn er belangrijke overeenkomsten in de functie die bedijking had en de manier waarop gebouwd werd. Zo leefden bijvoorbeeld de Azteken tussen 1200 en 1521 in het huidige Mexico. In de Vallei van Mexico lagen twee zoetwatermeren waarvan het water gebruikt werd voor de landbouw. Om te zorgen dat het water in de meren niet besmet raakte door zout water werden dijken gebouwd. Dankzij de dijken kon het water uit  de meren dus geschikt blijven voor de landbouw, ze maakten onderdeel uit van een agrarisch irrigatiesysteem. Naast dijken bouwden de Azteken ook aquaducten om het water naar de akkers te transporteren.

### Lage Landen

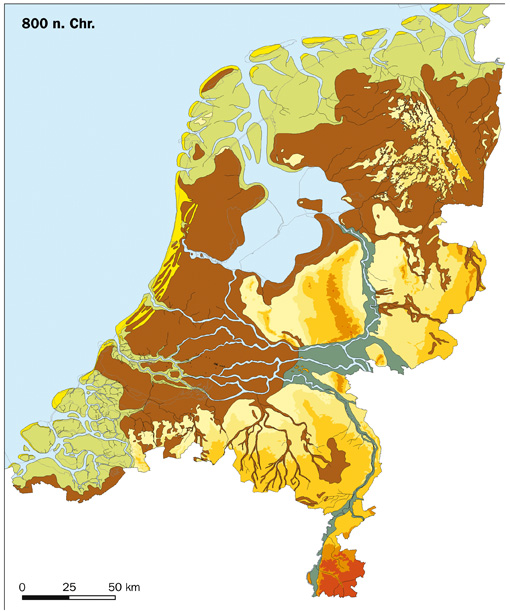
Nederland rond 800 n.Chr., met het centraal gelegen Aelmere, in deze afbeelding een echt binnenmeer. Uit het geïsoleerd gelegen Aelmere ontstond na een paar grote overstromingen en door het droogleggen, inklinken en afgraven van het omringende veen, enkele eeuwen later de Zuiderzee.

Omdat het zeeniveau de afgelopen 2000 jaar zo'n 2 meter is gestegen, en de bodemdaling over dezelfde periode door inklinking en ontginning toenam, zijn de contouren van de Lage Landen sterk veranderd. Naar verwachting zullen deze contouren de komende honderden jaren blijven veranderen.

#### Dijkperiode tot 700 na Chr.
Zo'n 2000 jaar geleden bestond de kust van Nederland en België uit een brede natuurlijke  duinenrij, die hier en daar onderbroken werd door zeegaten. Daardoor stroomde zeewater het achterland in en rivierwater stroomde uit in zee. Achter de duinenrij lag een met kreken dooraderd schorren- en slikkenlandschap dat uit natte klei of veen bestond. Al vroeg hebben mensen gedeelten van deze gebieden, bijvoorbeeld in Friesland, in gebruik genomen door terpen en dijken aan te leggen. Opgravingen uit de Romeinse tijd hebben laten zien dat in de periode tussen 40 en 120 na Chr. sommige van deze dijkjes van klepduikers waren voorzien, waarmee overtollig regenwater afgevoerd werd.
In 2021 werd in Vlaardingen een met staken versterkte wal gedeeltelijk blootgelegd die dateert uit de tweede eeuw voor Chr. Het prehistorische bouwwerk is meer dan twintig meter lang, 1,5 m breed en 0,5- tot 1 m hoog. Als de wal bedoeld was om water tegen te houden betreft dit het oudst bekende dijkje in Nederland.
De Romeinen begonnen met de aanleg van dijken en dammen om de loop van bepaalde rivieren zo te veranderen dat ze beter bruikbaar werden voor vervoer per schip. Met afwateringskanalen werden gebieden ontwaterd en geschikt gemaakt voor landbouw. Na het vertrek van de Romeinen uit de Lage Landen zijn deze waterbouwkundige werken in verval geraakt. Natuurlijke processen zoals stormen en overstromingen maakten dat het schorren- en slikkenlandschap zich weer in haar oorspronkelijke staat herstelde.

#### Van 700 tot 1200 na Chr.
In de zevende eeuw werd een begin gemaakt met het aanleggen van dijken ter bescherming tegen de zee. Rond het jaar 1000 maakte men in het rivierengebied van de Nederlanden een aanvang met de aanleg van dijken om de loop van rivieren te beheersen. Het gebied dat in de twee eeuwen daarna bedijkt werd, wordt wel "Oudland" genoemd. Het hier aanwezige veen klonk door ontwatering zoveel in dat er soms reliëfinversie optrad; de zandbodems van de getijdekreken kwamen dan uiteindelijk hoger te liggen dan het omringende maaiveld. Na het inklinken van het hoger gelegen veen ging het grootste deel van het Nederlandse veenlandschap in de periode rond 1000 na Chr. over in een rivierlandschap.
Het gebied dat na circa 1200 werd bedijkt, wordt "Nieuwland" genoemd. Dit waren kwelders waar het veen al verdwenen was en waar slechts geringe inklinking optrad. In het rivierengebied vond veel van de bedijking plaats in het kader van de Grote Ontginning. In het jaar 1014 werd de kust getroffen door een stormvloed waarna men met name in Zeeland en Friesland begon met de aanleg van zeedijken. Omstreeks de twaalfde eeuw kwam het waterbeheertoezicht en de controle op het onderhoud van dijken en andere waterwerken in handen van heemraden, aanzienlijke burgers die het waterbeheer van verschillende gebieden op elkaar afstemden. Later kwamen hier waterschappen of hoogheemraadschappen uit voort.
Tussen 800 en 1250 ging het de Lage Landen economisch voor de wind waardoor de bevolking zich kon vertienvoudigen. De komgronden aan de kust en langs de rivieren groeiden door slibafzetting langzaam aan. De rivier- en zeeklei kon afgegraven worden of het nieuwe aangeslibde land kon in droge perioden en bij een lage waterstand als weidegrond gebruikt worden. Daarnaast konden de komgronden ook gebruikt worden om wilgentenen of riet op te telen of om andere lucratieve activiteiten mee te ondernemen. De dijkenbouw werd in deze vroegste periode voor het grootste deel door kloosterorden georganiseerd.

#### Van 1200 tot 1500 na Chr.
In de twaalfde eeuw werd ook duidelijk dat dijkenbouw gevolgen had voor het landschap. Zo begon het Zwin dicht te slibben door de bedijking. In 1250 was de Westfriese Omringdijk aangelegd die ten noorden van Alkmaar een groot gebied moest beschermen tegen het opdringende water van de Zuiderzee. In 1277 was het landschap dusdanig veranderd door menselijke invloeden dat de duinen niet meer voldoende bescherming boden, wat tot het ontstaan van een nieuw type dijk leidde: de zeedijk. In dat jaar brak de dijk bij Jansum en Wilgum door waardoor de Dollard ontstond. In dezelfde periode werden in de zuidelijke en noordelijke Nederlanden steeds meer rivieren bedijkt om ervoor te zorgen dat de stroom niet meer ver buiten zijn oevers zou treden.

Sint–Elizabethsvloed in 1421, ~1490-1495, Meester van de Heilige Elisabeth-Panelen.
De strijd tegen het water was een moeizaam en taai gevecht, mede doordat de effecten van de ingrepen niet altijd ingeschat konden worden. Bedijking van kwelder- en kustveengebieden had tot gevolg dat tijdens stormen het zeewater niet meer over de kwelders kon uitstromen. Hierdoor steeg de stormvloedhoogte, waardoor de kans op dijkdoorbraken toenam. Deze vonden dan ook veelvuldig plaats.

In het jaar 1404 waren er dijkdoorbraken die Zeeland en Vlaanderen troffen en in West-Vlaanderen en Zeeuws-Vlaanderen een landverlies van 3000 hectare tot gevolg hadden. De graaf van Vlaanderen gaf opdracht tot aanleg van de Graaf Jansdijk die nog steeds bestaat. Om het werk aan de dijken en sluizen te coördineren, werden in Vlaanderen wateringen opgericht die als voorbeeld dienden voor de waterschappen en hoogheemraadschappen in Holland en Friesland. Door dit alles veranderde de sociale en economische structuur en daarmee heeft het grote invloed gehad op de geschiedenis, onder meer door de collectiviteit die noodzakelijk was bij de bescherming van het in gebruik genomen land tegen het water. Dit had een mentaliteit en bestuursvorm tot gevolg die, met de geografisch gunstige ligging aan zee en waterwegen, heeft bijgedragen aan het latere succes van de Nederlandse handel. In 1440 begon men in Noord-Holland met het stutten van dijken met houten planken ter versteviging. Een dijk bleef zo beter op zijn plaats en brak minder snel door. Deze dijken werden in de Kop van Noord-Holland Holzungen genoemd.
Het rivierenlandschap ging in de dijkperiode tot 1500 langzaam over in een landschap van polders die zich achter de eerste lage winterdijken bevonden. De oude winterdijken boden doorgaans slechts een minimale bescherming tegen hoogwater langs brede rivieren en tegen overstromingen van kwelders en schorren tijdens springtij en stormvloeden.

#### Van 1500 tot 1800 na Chr.
In de zestiende eeuw begon men steeds vaker zeedijken op door dijkval bedreigde plaatsen te voorzien van een extra inlaagdijk. Ook werden meer afdekmaterialen gebruikt om dijken te verbeteren. In het jaar 1555 brak de laatste dijk rond de stad Reimerswaal waardoor het water tot aan de stadsmuren kwam te staan. Na 1170 en 1532 was er in 1570 voor de derde maal een allerheiligenvloed. Deze veroorzaakte van Vlaanderen tot Noord-Duitsland dijkdoorbraken met enorme schade en tienduizenden slachtoffers.
De dijkenbouwer Andries Vierlingh publiceerde in de zestiende eeuw zijn Tractaet van dyckagie waarin alle aspecten van de waterbouwkunde behandeld werden. Vierlingh waarschuwde nadrukkelijk voor het gevaar dat de verwaarlozing van het dijkonderhoud kon opleveren. Het Tractaet van Vierlingh werd tot het eerste ontwerpplan van Cornelis Lely voor de Afsluitdijk uit 1891, als een belangrijk standaardwerk op het gebied van de waterbouwkunde beschouwd.
In de Zuidelijke- en Noordelijke Nederlanden werden in het kader van belegeringen en ter bescherming, in de Tachtigjarige Oorlog regelmatig dijken doorgestoken. In het jaar 1574 gebeurde dit rond de stad Leiden tijdens het Leidens ontzet. Het doorsteken van de dijken had bij zoet rivierwater als bijeffect dat het land vruchtbaarder werd door depositie van sedimenten. Zeewater daarentegen veroorzaakte jaren van gedwongen braaklegging. Gedurende het Twaalfjarig Bestand werd in West-Zeeuws-Vlaanderen veel land opnieuw bedijkt om de vruchtbare grond opnieuw in gebruik te kunnen nemen voor de landbouw. 17.500 hectare werd zo opnieuw gewonnen, gelijk aan 60% van de totale oppervlakte van West-Zeeuws-Vlaanderen. Het bedijken stopte noodgedwongen toen in 1621 de oorlog hervat werd. In 1675 brak de Westfriese Omringdijk, dat was de laatste maal dat in de kop van Noord-Holland een ernstige overstroming plaatsvond. In de eerste helft van de achttiende eeuw bleek in de Noordelijke Nederlanden de houten dijkbeschoeiing door de paalworm zodanig aangetast dat deze overal vervangen moest worden door stortsteen.

#### Dijkperioden na 1800

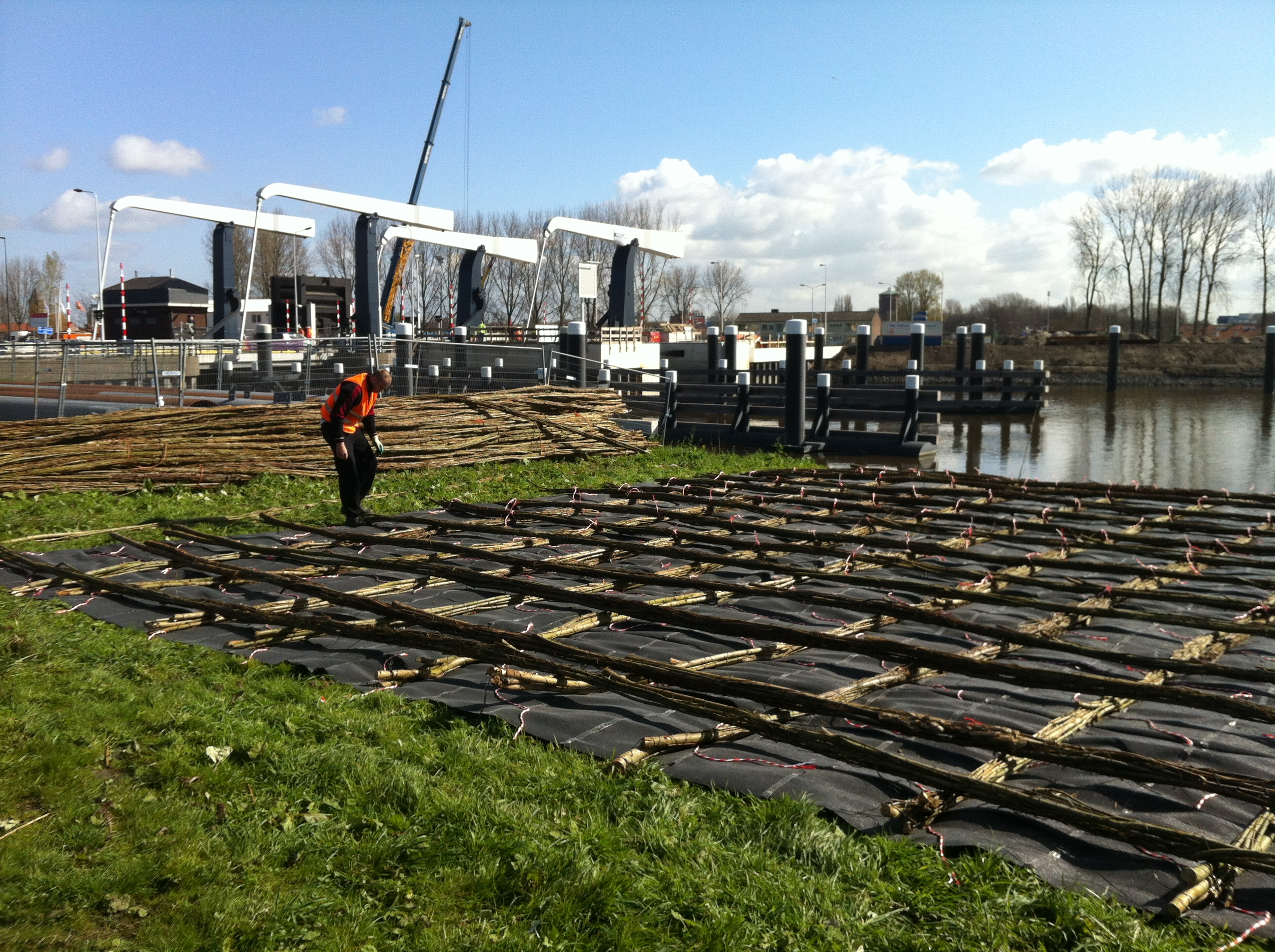
Zinkstuk van gevlochten rijshout en geotextiel

Na de Franse Revolutie en onder invloed van de Verlichting, maakte de waterbouwkunde na de achttiende eeuw een steeds snellere ontwikkeling door.

##### Zeedijken en zinkstukken
In de achttiende en negentiende eeuw werd de techniek om zeedijken met zinkstukken te versterken verder verbeterd. De zinkstukken ter versteviging van de dijkvoet werden van gevlochten wilgentenen en afgedankte visnetten gemaakt. Ze bestaan anno 2018 nog steeds vooral uit rijshout, maar er wordt nu geotextiel, een sterke geweven kunststofdoek, aan toegevoegd. Dit doek moet waterdoorlatend, maar ook zanddicht zijn, er worden dus strikte eisen aan de maaswijdte gesteld. Het afzinken gebeurt door er stenen op te storten.
In deze periode leverden dijkdoorbraken door stormvloeden en overstromingen van polders langs de Zuiderzee voor de veiligheid van de bevolking het grootste probleem op. Het plan van waterbouwkundige Hendrik Stevin uit 1667, om de Zuiderzee met een zware zeedijk af te sluiten werd in de negentiende eeuw opnieuw bekeken. Als door de bouw van een zware zeedijk de kwetsbare kustlijn langs de Zuiderzee aanzienlijk verkort kon worden verminderde dat het risico op overstromingen sterk.

##### Afsluitdijk en Zuiderzeewerken
Na de stormvloed van 1916 nam de Nederlandse overheid het besluit om de toegang tot de Zuiderzee af te dammen door tussen het eiland Wieringen en de Friese westkust een zware dam of zeedijk te bouwen. De Afsluitdijk zou met behulp van de modernste, beproefde technieken gebouwd worden volgens een ontwerp van Cornelis Lely uit 1891. Het ontwerp van Lely werd kritisch bekeken en op enkele punten verbeterd door een commissie onder leiding van de natuurkundige Hendrik Lorentz. Met de bouw van de Afsluitdijk werd in 1927 begonnen en dijk werd op 28 mei 1932 gedicht.
Van de Zuiderzeewerken werden na de Afsluitdijk het eerst de IJsselmeerpolders de Wieringermeer en de Noordoostpolder ingepolderd, resp. in 1930 en 1942.

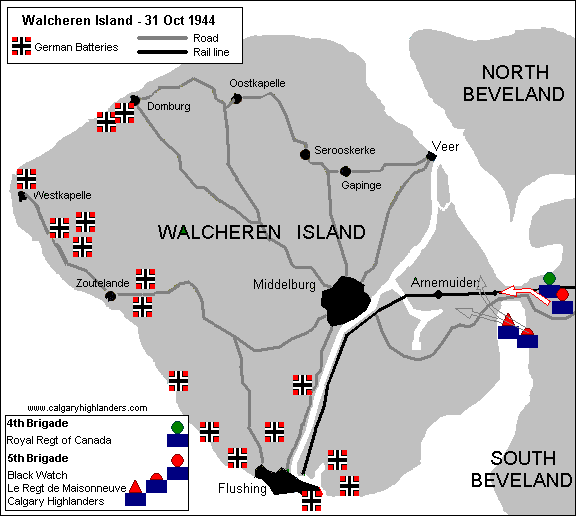
De situatie op Walcheren op 31 oktober 1944

In de Tweede Wereldoorlog werden tijdens de slag om de Schelde begin oktober 1944 door de geallieerden een aantal zeedijken op het Zeeuwse eiland Walcheren doorgestoken. De strijd om Walcheren begon op 3 oktober 1944 met het eerste zware bombardement op Westkapelle en de Westkappelse Zeedijk. Daarna volgde een reeks bombardementen op 7, 11, 17 en 29 oktober op Westkapelle, op Veere en op de Nolledijk bij Vlissingen, de bunkercomplexen van de Duitse Atlantikwall rond Fort Rammekens en op Ritthem in het Sloegebied. De inundatie van Walcheren moest voorafgaand aan de grootscheepse amfibische landingsoperatie op Walcheren uitgevoerd worden.
De slag om de Sloedam begon op 30 oktober met zware artilleriebeschietingen vanaf zee. Op 1 november waren Westkapelle en Vlissingen bevrijd, waarna Zoutelande en andere dorpen volgden. De Duitsers boden hevig weerstand, gebruikten in Vlissingen veel verdekt opgestelde scherpschutters en zetten regelmatig de tegenaanval in, waarbij het hen soms lukte verloren gebied terug te winnen. Middelburg, Koudekerke en Veere werden als laatsten op 6 en 8 november bevrijd. De schade die de bezetters hadden aangericht was enorm. Het zou, mede door een gebrek aan materieel en hout voor het bouwen van zinkstukken, tot 5 februari 1946 duren tot alle gaten in de dijken definitief waren gedicht.
Na de Tweede Wereldoorlog werd de uitvoering van de Zuiderzeewerken voortgezet en volgden de inpolderingen van de Flevopolders, waarvan de inpolderingen van Oostelijk Flevoland en Zuidelijk Flevoland in 1957 en 1967 gereedgekomen zijn.

##### Deltawerken en Sigmaplan
In het jaar 1953 zijn in het zuidwesten van Nederland veel dijken doorgebroken. Deze gebeurtenis wordt de watersnoodramp genoemd. Naar aanleiding van deze grootschalige overstroming is het Deltaplan opgesteld en zijn de deltawerken in Zeeland en Zuid-Holland aangelegd. De veiligheidsnormen voor de dijken zijn in Nederland bijgesteld en sindsdien wordt er meer aandacht besteed aan het dijkonderhoud.
In Vlaanderen waren er in 1976 overstromingen doordat de Schelde buiten haar oevers trad. De rand van de stad Antwerpen en een deel van de provincie West-Vlaanderen kwamen onder water te staan. Om te voorkomen dat de Schelde nog eens buiten haar oevers zou treden, heeft de Belgische overheid het Sigmaplan ontwikkeld. Het Sigmaplan moet ervoor zorgen dat de Scheldedijken opgewassen zijn tegen stormvloeden.

## Opbouw en aanleg dijken
De ondergrond waarop een dijk gebouwd wordt (de zate) moet voldoende draagkrachtig en niet te doorlatend zijn. Vaak is dat niet het geval, en dan moet eerst een grondverbetering uitgevoerd worden.Veelal bestaat de grondverbetering uit het weghalen van de bovenste laag grond, en die vervangen door draagkrachtig zand. Soms kan volstaan worden met het verdichten van de ondergrond. Indien de ondergrond te doorlatend is, worden vaak maatregelen aan de buitenzijde van de toekomstige dijk genomen, zoals het aanbrengen van een ondoorlatende kleilaag. Het aanbrengen van zo'n laag aan de binnenzijde van de dijk is hydraulisch gezien niet zo gunstig, maar wordt soms wel gedaan als dat aan de buitenzijde niet mogelijk is. Een kleilaag aan de binnenzijde van een dijk wordt wel toegepast om piping tegen te gaan. Na de grondverbetering wordt de kern aangelegd en vervolgens wordt deze afgedekt met een bekleding die voldoende weerstand biedt tegen erosie door stroming en golven. Een bekleding maakt ook dat de dijk minder doorlatend wordt, dat is vooral van belang bij dijken met een zandkern die permanent een groot waterstandsverschil moeten keren, zoals kanaaldijken.

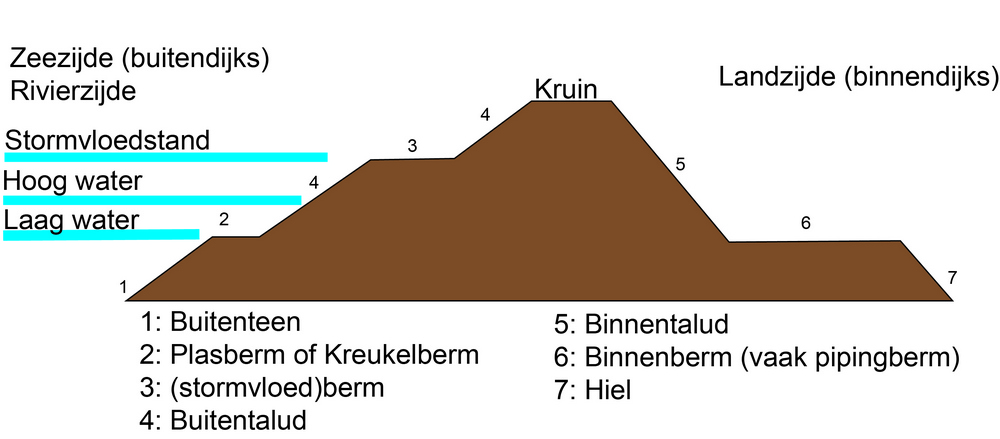
Schematisch dwarsprofiel van een dijk

Een dijk is opgebouwd uit verschillende delen. De binnenteen (ook wel hiel genoemd) en buitenteen zijn de onderranden van de dijk. De buitenteen ligt buitendijks en de binnenteen binnendijks. De kruin is het hoogste gedeelte van de dijk. De kruinbreedte is minimaal twee meter, maar vaak meer in verband met de aanleg van een weg op de dijk. De kruinhoogte wordt bepaald aan de hand van het overstromingsrisico. Het buitentalud is een schuin aflopend deel tussen de buitenteen en de kruin. Het buitentalud geeft stevigheid aan de dijk zodat de dijk niet doorbreekt. Het binnentalud is een schuin gedeelte tussen de binnenberm en de kruin. Dit gedeelte dient samen met de buitenberm golfslag die over de dijk heen slaat op te vangen. De doorstroom van het water kan de buitenberm verzwakken. Het risico dat golven de buitenberm aantasten is gering met uitzondering van erosie. In het buitentalud ligt bij de buitenteen een plasberm of kreukelberm. Deze berm dient ter ondersteuning van de glooiingsconstructie, die vaak uit gezette steen bestaat en dus een behoorlijk gewicht is. Halverwege het buitentalud ligt de buitenberm. Deze wordt meestal ontworpen ter hoogte van de ontwerpwaterstand. De functie van de buitenberm is het verminderen van de golfoverslag. Daarom komt een buitenberm ook meestal alleen bij zeedijken voor. Aan de binnenteen van een dijk wordt soms een brede, lage berm van klei aangebracht. Deze dient om piping tegen te gaan. Dergelijke bermen worden meestal bij rivierdijken aangetroffen. Bij hoge dijken wordt soms ook halverwege het binnentalud een berm aangebracht. Deze is alleen nodig om de aanleg en het onderhoud te vereenvoudigen. Moderne dijken bestaan meestal uit een kern van zand met daaroverheen een kleilaag van 80 – 100 cm. In oude dijken wordt soms ook veen of klei in de kern aangetroffen.
Onder de dijk ligt een zogeheten onderzeese oever die de dijk moet beschermen tegen golfoverslag. Deze oever is gemaakt van kunststofmatten of van een slecht waterdoorlatende grondsoort. De onderwaterkade ligt onder de waterspiegel en is ervoor bedoel om de golven te breken. Deze kade kan van zand gemaakt zijn maar wordt meestal gemaakt van kunstmatige materialen. De punten waar de golven de dijk raken zijn vaak extra beschermd met afdekmateriaal.
In een dijk kan een coupure (dijkgat) worden aangebracht. Een dijkgat is een opening die in een dijk is aangebracht. Dit kan verschillende reden hebben. Een reden kan zijn dat het verkeer doorgang krijgt. Een coupure kan bij dreigend hoog water met schotbalken worden afgesloten: tussen twee rijen planken wordt klei gestort zodat de opening in de dijk tijdelijk gesloten is.

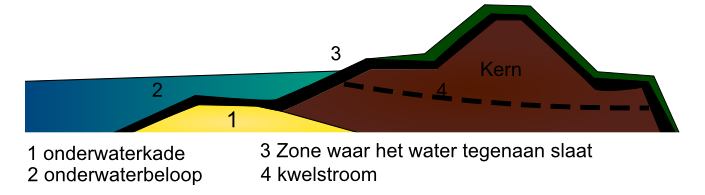
Een dijk heeft onder de waterspiegel een aantal onderdelen die beschermen tegen erosie en de golven breken

Het gebied dat tussen het water en de dijk ligt, wordt buitendijks gebied genoemd. Dit gebied wordt niet beschermd door de dijk. In Nederland bedraagt dit ongeveer 2,2% van het grondoppervlak. Buitendijkse gebieden worden gebruikt voor de afvoer en berging van water. Soms worden er in het buitendijkse gebied huizen gebouwd en er wordt gerecreëerd. De meeste overheden stellen beperkingen aan het bouwen buitendijks. De waterafvoer mag bijvoorbeeld niet belemmerd worden. Er mag ook niet gebouwd worden in gebieden waarvan het waterpeil verhoogd kan gaan worden. Mensen die buitendijks wonen, dragen in Nederland zelf het risico voor overstroming.

### Dijkbekleding
Op een dijk zelf wordt bekleding aangebracht. Deze bekleding kan natuurlijk zijn in de vorm van gras op een kleiafdekking, maar kan ook uit kunstmatige materialen bestaan zoals een asfalt- of een steenbekleding. Dijken worden bekleed om verschillende redenen, maar de belangrijkste functie van het bekleden is het tegengaan van erosie door golfbelasting. Bovendien vergroot het, in het geval van een kleiafdekking, de waterdichtheid. Daarnaast zorgt de bekleding van een dijk ervoor dat de dijk gebruikt kan worden voor overige functies en kan het een beperking in het onderhoud opleveren. Ook kan de bekleding een rol spelen in de esthetische waardering van een dijk, zoals de inpassing in het landschap. Dijken die niet intensief gebruikt/belast worden, worden in de meeste gevallen bekleed met gras.
De golfcondities waar een dijk op wordt ontworpen komen niet vaak voor. Daarnaast verschilt de sterkte van grasbekledingen. Om de veiligheid van een dijk, en de sterkte van de grasbekleding in het bijzonder, te testen, kan het effect van golven worden gesimuleerd door gebruik te maken van (een) speciaal hiervoor ontwikkelde machine(s). De beheerder van de betreffende waterkering kan daarmee analyseren of de sterkte van de bekleding voldoende is om de verwachte belasting door golven bij bepaalde extreme condities te weerstaan.
Er zijn meerdere manieren waarop de grasbekleding belast kan worden door golven, namelijk door golfklappen, golfoploop en golfoverslag, afhankelijk van waar in de geometrie van de dijk een grasbekleding aanwezig is. Voor al deze belastingen is een machine beschikbaar om de situatie te kunnen nabootsen. Dit zijn de golfklapgenerator, de golfoploopsimulator en de golfoverslagsimulator. Een vierde manier om de sterkte van de grasbekleding bij golfoploop en -overslag te bepalen is het gebruikmaken van de graszodetrekker, waarmee de treksterkte van de graszode kan worden bepaald en worden vertaald naar een sterkte onder belasting door golfoploop- en overslag. De sterkte van een grasbekleding wordt met name bepaald door de worteldichtheid en de vegetatiesamenstelling. In tropische gebieden wordt ook wel gebruik gemaakt van vetivergras, dit wordt daar hoofdzakelijk gebruikt om de golfbelasting te verminderen.
Wanneer een grasbekleding niet genoeg bescherming biedt wordt er gebruikgemaakt van een andere dijkbekleding zoals een steenzetting of een asfaltbekleding. De keuze van het materiaal hangt af van het hydraulische belastingniveau, dat afhangt van de vastgestelde veiligheidsnorm voor het betreffende dijktraject. Daarnaast spelen de kosten, de inpassingsmogelijkheden en het uiterlijk een rol in de bepaling van de bekleding. Wanneer één materiaal niet voldoende functievervulling geeft kan er een combinatie van materialen gebruikt worden om de dijk aan de functie te laten voldoen.
Behalve dat bij dijken vaak kolken te zien zijn die ontstonden bij doorbraken, worden er soms ook vijvers gegraven. Onder andere in China worden vijversystemen bij rivieren gebruikt voor de landbouw. In deze vijvers wordt aan aquacultuur gedaan en de watervoorraad kan ook gebruikt worden voor de irrigatie van gewassen. Dit soort constructies ligt meestal buitendijks. De belasting van de dijken wordt dankzij de vijvers lager doordat de rivier meer ruimte krijgt.
In 2018 is door het Nederlandse overheidsagentschap Rijkswaterstaat het Handboek Dijkenbouw uitgegeven. Dit boek beschrijft met de meest recente kennis het proces van ontwerp van versterking en nieuwbouw van dijken, alsmede de uitvoering.

## Dijkversterking
Dijken dienen periodiek getoetst te worden of ze nog aan de veiligheidseisen voldoen. Als dat niet het geval is, moeten ze versterkt worden. Is het probleem een hoogtetekort (omdat het maatgevend hoogwater hoger geworden is, of omdat de dijk ingeklonken is), dan moet de dijk verhoogd worden. Maar in de meeste gevallen worden dijken afgekeurd omdat zij niet voldoende stabiel zijn, d.w.z. het grondlichaam kan onder de druk van het water vervormen of bezwijken (er kunnen afschuivingen optreden). Veelal betekent dit dat de taluds van de dijk flauwer gemaakt moeten worden, of dat er een berm aangebracht moet worden. In geval van een te grote kans op piping of onderloopsheid wordt over het algemeen een brede berm van klei aan de binnenzijde aangebracht.
Bij bestaande dijken is vaak niet voldoende ruimte aanwezig om deze versterkingen uit te voeren door de bebouwing op en langs de dijk. De keus is dan om deze bebouwing te "amoveren" (=slopen), of met bijzondere technieken de versterking anders uit te voeren. Zo kan door de aanleg van verticale wanden van beton of een stalen damwand, of door dijkvernageling, mixed-in-place technieken, de geotechnische stabiliteit verbeterd worden, terwijl door het aanbrengen van een verticaal geotextiel piping kan worden tegengegaan.
In geval de dijkbekleding wordt afgekeurd, is de oplossing meestal het aanbrengen van een nieuwe bekleding. Bij het kiezen van het beste alternatief voor dijkversterking wordt (naast de kosten) vooral gekeken naar de ruimtelijke inpassing, hinder voor omwonenden en milieuaspecten.
Over het algemeen wordt (gewapend) beton niet gebruikt bij dijkversterkingen, omdat dit soort constructies nogal breukgevoelig zijn bij slappe grondlagen (die ongelijkmatig zakken).

### Damwanden
Dijken kunnen versterkt worden met behulp van een damwand; de damwand zorgt dat de dijk stabieler is. De waterdruk wordt (deels) overgenomen door de damwand, waardoor het binnentalud steiler kan worden of zelfs overbodig is. Damwanden worden in sommige gevallen gebruikt om de dijk hoger te maken. Een damwand kan ook dienen als stabilisator wanneer er werkzaamheden in de nabije omgeving plaatsvinden.

### Geotextiel
Geotextiel kan worden toegepast om piping te verminderen. Het wordt dan verticaal onder de binnenteen van een dijk aangebracht in de pipinggevoelige grondlaag. Soms wordt een geotextiel horizontaal aangebracht, dit gebeurt als de ondergrond niet stevig genoeg is om de dijk te dragen.

### Versterken met cement
Een dijk kan versterkt worden door het toevoegen van cement aan de binnentalud van de dijk. Dit gebeurt vooral bij slappe lagen. Door de toevoeging van cement kan deze laag moeilijker afschuiven. De laag dan vermengd met cement, Het cement kan wel gaan uitlopen na verloop van tijd. Het aanbrengen van deze grondverbetering is lastig, vandaar dat dit meestal gedaan worden in de vorm van "palen" (zie hieronder bij mixed-in-place).

### Kwelscherm
Onder een dijk stroomt water, wat ook wel een kwelstroom genoemd wordt. Wanneer er te veel kwel onder de dijk wegstroomt kan dit een dijk instabiel maken. Het kwelwater kan afgevoerd worden door middel van afwatersloten die binnendijks liggen. Om kwelstromen in dijken te verminderen kunnen kwelschermen geplaatst worden. Bij een gemiddeld of laag waterpeil in een rivier ondervinden dijken geen problemen door de kwelstroom, bij hoog water is de kwelstroom intensiever. Over het algemeen is kwel geen probleem voor de stabiliteit van de dijk, maar geeft wel overlast. Kwel wordt wel problematisch voor de veiligheid wanneer er zand meegevoerd wordt. Er ontstaan dan zandmeevoerende wellen. Dit verschijnsel wordt piping genoemd. Om kwel tegen te gaan worden afhankelijk van het type dijk en de ondergrond verschillende type kwelschermen gebruikt. Er kunnen stalen damwanden in de dijk geplaatst worden en cementinjecties vermengd met klei gegeven worden om de kwelstroom te verminderen. Dit zijn echter hele dure maatregelen en worden daarom zelden toegepast. Om piping tegen te gaan kunnen er verticale geotextielen bij de binnenteen van de dijk geplaatst worden en kan er een kleilaag aangelegd worden.

### Mixed-in-place
Deze methode wordt gebruikt in Scandinavië en Japan. In Nederland is ze voor het eerst in 2009 in gebruik genomen. Bij deze methode wordt de grond vermengd met cement in de vorm van een soort in de grond gemaakte palen. De mixed-in-place-methode zorgt voor bodemverbetering, wat de kans dat het binnentalud afschuift verkleint. Er kan bodemvervorming optreden wanneer het cement met het zand en de klei in de dijk vermengd wordt.

### Tijdelijk verhogen
In noodgevallen worden dijken soms verhoogd door het aanbrengen van "big bags" (zandzakken van 1 m3) of met water gevulde kunststof tijdelijke keringen.
Een voorbeeld van tijdelijke dijkverhoging zijn de maatregelen die de gemeente Oostende aan de Belgische Kust begin jaren 2010 nam. Op strategische plaatsen werden aanpassingen gedaan om de dijk met 30 centimeter te kunnen verhogen indien zich noodweer voordoet. Het brandweerkorps van de gemeente onderhoudt de dijk en zorgde voor de civieltechnische aanpassingen die nodig waren.

## Onderhoud
Dijken moeten onderhouden worden om hun functie te kunnen blijven vervullen. Dijken die bedekt zijn met gras dienen gemaaid te worden. Wanneer dit niet gebeurt kunnen ongewenste zaailingen zich vestigen op de dijk, wat schade kan opleveren door de wortels. Het maaien kan zowel machinaal als door middel van beweiding gebeuren. Voor de kwaliteit van de vegetatie is het belangrijk dat het maaisel wordt afgevoerd.
Bij dijken moet de bekleding om de zoveel tijd vervangen worden, afhankelijk van het soort bekleding en de belasting die de dijk te verduren heeft. Wanneer de bekleding te veel is beschadigd kan er gemakkelijker water doorheen stromen. Daarnaast moeten de taluds van een dijk hersteld worden om te zorgen dat deze niet te vlak worden. Dijken worden in de meeste landen geïnspecteerd op hun functionaliteit.
Om te controleren of een dijk onderhoud behoeft worden er controles uitgevoerd. Bij een dijkinspectie kunnen verschillende parameters zoals waterspanning, temperatuur en vochtgehalte gemeten worden. Hoe een inspectie verloopt verschilt per land. In het testcentrum de IJkdijk zijn toekomstige methodes getest die gebruikt kunnen worden.
De mechanische eigenschappen en afwijkingen in een dijk kunnen bijvoorbeeld met de hulp van micro-elektromechanische systemen (MEMS) opgespoord worden. Met behulp van infraroodcamera's kunnen bewegingen in een dijk, zoals kwelstromen en fauna, worden gedetecteerd aan de hand van het temperatuurverschil. Een andere methode om bij een dijkinspectie afwijkingen op te sporen en meten maakt gebruik van glasvezelkabels. Wanneer er iets in de dijk verandert, veranderen de impulsen die door de glasvezelkabel lopen en kan dit waargenomen worden. Daarnaast kunnen dijken geïnspecteerd worden met behulp van een laser. Deze laser maakt een tekening van de dijk, waardoor afwijkingen in de dijk, zoals gaten van de muskusrat, opgespoord kunnen worden. Daarnaast kan een dijk geïnspecteerd worden door het aanbrengen van sensoren in de dijk. Deze sensoren kunnen zaken als het vochtgehalte en de temperatuur van de dijk meten
.

## Aftakeling van dijken

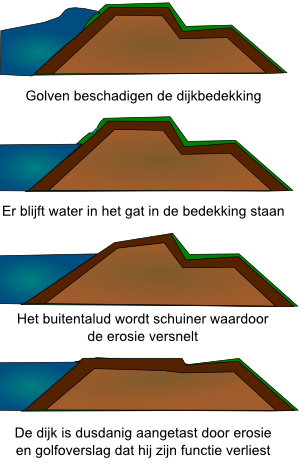
Een schematische weergave van het erosieproces bij dijken.

Als golven tegen een dijk slaan treedt gemakkelijk erosie op. Door erosie kan een dijk instabiel worden en kan er verzakking optreden. Ook zal de afdeklaag zijn functie verliezen. Erosie begint sluipenderwijs. Golfslag, al dan niet gemengd met sediment en puin, slaat tegen de dijkbekleding, waardoor scheuren ontstaan die de constructie ondermijnen. Er ontstaan holtes die de aanzet zijn voor verdere erosie. De ondermijning neemt hierdoor toe. Bij erosie van de afdeklaag ontstaat er een poel met water. Dit water zal infiltreren in het dijklichaam. Indien als gevolg van ondermijning en infiltratie de dijk zijn stevigheid verliest vinden er verzakkingen plaats waardoor golfoverslag optreedt. De dijk zal vervolgens op een geërodeerde plek doorbreken.
De plaats waar de eerste erosie ontstaat valt in veel gevallen samen met de plek waar de impact van de golven het grootst is. Met behulp van een formule kan men berekenen waar als eerst erosie op een dijk optreedt.
{\displaystyle {\frac {d_{\mathrm {klap} }}{H_{s}}}=\tan \alpha *\min\{0.42{\sqrt {S_{op}}}-0.9;6.5\}}
dklap is de diepte waar de golf het eerste neerkomt onder de gemiddelde waterspiegel. Hs is de hoogte die de golf heeft wanneer de teen (onderste deel buitentalud) geraakt wordt. α is de hellingshoek van het talud van de dijk. Sop is de steilheid van de golf (golfhoogte gedeeld door golflengte).
Er bestaat een verband tussen de lengte van de erosieplek en de hoeveelheid materiaal van de dijk (erosievolume) die erodeert. Met behulp van een formule kan de hoeveelheid weggeslagen materiaal berekend worden. Vanuit de dijk kan erosie optreden door kwelstromen die door de dijk lopen. Het verhang in de dijk kan een waterdruk opleveren die erosie veroorzaakt. Dit wordt in de waterbouwkunde piping genoemd. Wanneer de waterstromen erosie horizontaal door de dijk heen veroorzaken ontstaan er kanaaltjes waar steeds meer water doorheen loopt. De aanwezigheid van holen van dieren, slecht afdekmateriaal, heterogeen materiaal en de aanwezigheid van boomwortels kunnen erosie van binnenuit versnellen.
Erosie kan ook ontstaan door snel stromend water dat onder de waterspiegel stukken dijk weg neemt. Het talud van de dijk wordt hierdoor instabieler. Wanneer er veel materiaal weggeslagen is kan dijkval ontstaan. Deze vorm van erosie is afhankelijk van de stroomsnelheid van het water of plaatselijke verstoringen in de waterstromen en de stevigheid van het afdekmateriaal van de dijk.
In perioden van droogte kan dijkverschuiving optreden. Als dijken uitdrogen worden ze instabiel. Het water zorgt niet meer voor de adhesie die de bodemstructuur intact moet houden. Wanneer een dijk zo verdroogt dat hij zijn stevigheid verliest kan hij wegschuiven. Dijkdoorbraak door verschuiving is vooral een risico bij veendijken. Een ander probleem is de bodemdaling die ontstaat door inklinking of activiteiten als zout- en gaswinning. Door de bodemdaling zal het grondwater lager komen te liggen, waardoor een dijk of kade kan uitdrogen. Geforceerde kunstmatige bodemdaling kan aardtrillingen veroorzaken die scheuren in een dijk veroorzaken.
Wanneer een dijk doorbreekt, ontstaat er een kolk of wiel. Zo'n doorbraakgat wordt diep in de bodem uitgesleten door het water dat met kracht door de bres in de dijk stroomt. Als de gaten buitendijks liggen, verlanden ze door de afzet van fluviatiel sediment of door sediment afgezet door de zee. Kolken die binnendijks liggen, verlanden minder snel, het verlandingsproces komt doorgaans pas op gang als de waterdiepte minder dan twee meter is.

## Neveneffecten van dijken op de omgeving
Dijken hebben invloed op de levenloze natuur, zoals de morfologie, hydrologie en microklimaat en op de levende natuur, zoals vegetatiepatronen en fauna. Sommige van deze effecten zijn positief en andere negatief.

### Biodiversiteit
Dijken kunnen naast een technische functie ook een ecologische functie hebben, omdat dijken voor de juiste omstandigheden voor bepaalde soorten flora zorgen. Doordat de vochtigheid van de bodem op een dijk varieert, is er een grote biodiversiteit wanneer een dijk ecologisch beheerd wordt. Op de helling kan een microklimaat ontstaan waardoor warmteminnende soorten zich er kunnen vestigen. Een specifiek microklimaat op dijken dat gunstig is voor de biodiversiteit ontstaat ook wanneer er bomen op een dijk geplant worden. Na verloop van tijd kan de dijkvegetatie uitbreiden naar het binnenland en buitendijks. Dit zorgt voor een grotere habitat voor bepaalde soorten fauna. Onderzoek aan rivierdijken in Nederland wijst uit dat door dijkversterking en andere aanpassingen zoals de wijze van beheer de diversiteit van de dijkvegetatie achteruit gaat. Ook het aanpassen van de rivierloop is debet aan een vermindering van de biodiversiteit.
In Taiwan is er onderzoek gedaan naar de effecten van constructies die voor een dijk aangelegd worden om golven te breken. Voor vissen bieden deze constructies vaak een goede schuil- en nestplaats. Dijken waar deze constructies geplaatst zijn vertonen een toename aan onderwaterleven. In snelstromende rivieren kunnen vissen er schuilen om wegspoelen te voorkomen. Op zeedijken kan diverse fauna een plek vinden zoals vogels, zeehonden, schelpdieren en overig waterleven.
Dijken liggen boven maaiveldhoogte en vormen daardoor een barricade voor bepaalde diersoorten. Zo kan paling hinder ondervinden wanneer een dijk de doorgang versperd. Soms krijgen deze dieren hulp van vrijwilligers die ze over de dijk zetten. Een fundamentelere oplossing is de aanleg van vistrappen, zodat de paling en andere vissen zelfstandig over de dijk kunnen komen. Dit levert minder verstoring op voor de fauna en verkleint de kans op predatie, omdat de dieren minder lang in hetzelfde stuk water hoeven te verblijven.
Doordat zeedijken soms grote hoeveelheden water op een bepaalde plaats in zee brengen verandert daar de samenstelling van het water. De hoeveelheid zoet water is er in de zomer hoger dan in de winter. Dit heeft invloed op de fytoplankton en macrofauna in het water. Ook afsluiting van een stuk water van de zee heeft invloed, de groei van de fytoplankton neemt daardoor af.
Dijkaanleg of versterking kan dus zowel positieve als negatieve effecten hebben op de biodiversiteit. Enerzijds kunnen dijken een barrière vormen voor bepaalde soorten, terwijl anderzijds een functie als ecologische verbindingszone soms tot de mogelijkheden behoort.

### Hydrologie en bodem
Dijken beïnvloeden de waterstand binnen- en buitendijks. Door de aanleg worden overstromingen verminderd, gebieden worden als het ware ontwaterd en lopen het gevaar te verdrogen. Watergangen die de omgeving nat hielden vervullen die functie na bedijking in veel mindere mate. Dit heeft tot geval dat bijvoorbeeld moeraslanden die beschermd zijn volgens de Conventie van Ramsar verdwijnen. Wanneer dijkaanleg de ontwatering van moerassen tot gevolg heeft, is dit in strijd met het verdrag.
Naast invloed op de waterstand hebben dijken ook invloed op de hoeveelheid stikstof die in de vorm van nitraat aanwezig is in water en bodem. Wanneer een rivier buiten zijn oevers treedt of de zee het land overstroomt zullen nitraten in de bodem filtreren. Na de aanleg van een dijk zal bij een overstroming een kleinere oppervlakte worden verrijkt met nitraten, maar in hogere concentraties dan in de natuurlijke situatie.
Dijken zijn van invloed op het bodemleven door onder andere het hogere vochtgehalte van de grond en de kwelstromen. Daarnaast heeft een dijklichaam meestal een andere bodemsamenstelling dan de omgeving.
Langs de rivier de Wisconsin in de Verenigde Staten is onderzoek gedaan naar de chemische samenstelling van de bodem langs rivierdelen met een dijk en stukken rivier zonder dijk. De + staat voor hoogste concentratie, 0 voor de waarde die ertussenin zit en − voor de laagste waarde. Bij = zijn de waarden gelijk.
| Factor              | Grond binnen de dijk | Grond buiten de dijk | Gebied dijk |
| ------------------- | -------------------- | -------------------- | ----------- |
| kaliumionen         | −                    | +                    | 0           |
| calciumionen        | +                    | 0                    | −           |
| magnesiumionen      | 0                    | −                    | +           |
| stikstofionen       | =                    | +                    | =           |
| pH                  | =                    | −                    | =           |
| organisch materiaal | −                    | +                    | 0           |
| vochtgehalte        | =                    | +                    | =           |

Veranderingen in de bodemsamenstelling kunnen zorgen voor meer bodemactiviteit en voor hogere concentraties van microben. De hoeveelheid microben in een dijk is groter dan in het gebied ernaast. Concentraties microben liggen voor het merendeel van de soorten het laagst in niet omdijkte gebieden.
Rivierdijken hebben invloed op de rivierbodem. Zo kan na verloop van tijd de rivierbodem hoger komen te liggen. Het effect hangt af van de samenstelling van de rivierbedding, de stroomsnelheid van de rivier en de hoeveelheid sediment die de rivier vervoert.

### Landschap
Door de bouw van dijken zijn er bijzondere landschappen ontstaan. De aanleg van rivierdijken leidde tot uiterwaarden, wielen, tichelgaten en strangen. Oude dijken die geen functie meer hebben als waterkering worden vaak gezien als karakteristieke en cultuur-historisch belangrijke landschapselementen. Dat geldt ook voor een deel van de landschappen die mede door dijken zijn ontstaan, zoals rivierstranden, kommen, polders en droogmakerijen. Moderne zeedijken en rivierdijken worden doorgaans minder gewaardeerd. Uit een onderzoek van Alterra bleek dat Nederlanders dergelijke dijken wat belevingswaarde betreft niet hoger achten dan een afvalberg.

## Dijken in Nederland
Binnen Nederland zijn bestuurlijk gezien twee typen dijken: de primaire waterkeringen en regionale waterkeringen, die veelal secundaire waterkeringen worden genoemd. De primaire waterkeringen beschermen tegen het buitenwater, het water dat oncontroleerbaar kan stijgen zoals op zee, de grote rivieren, het Markermeer en het IJsselmeer. De regionale waterkeringen beschermen tegen het binnenwater in meren, boezems en kanalen. In het westen van Nederland zijn dit veelal boezemkaden. Onder de regionale keringen vallen ook slaperdijken. De veenkade van Wilnis is een voorbeeld van een regionale waterkering.
Soms fungeren dijken als onderdeel van een ecologische hoofdstructuur: zij vormen corridors voor fauna.

### Soorten dijken
Er zijn verschillende soorten dijken. Niet elke dijk heeft dan ook dezelfde functie. Enkele dijksoorten die gebruikt worden zijn:
Naar functie:
- Rivierdijk: rivierdijken bieden bescherming tegen rivierwater. De hellingshoek van het talud aan de landzijde is 1:3. Een rivierdijk moet maximaal 10 l/s per strekkende meter aan overslag kunnen verdragen.[56] Hellingen steiler dan 1:3 geven dan een probleem. Het buitentalud bij oude rivierdijken is vaak steiler, omdat er niet zoveel golfaanval is. Bij moderne dijken is het buitentalud ook 1:3.
  - Winterdijk/bandijk: een winterdijk is een rivierdijk die bij hoge afvoeren overstroming van omliggende gebieden voorkomt en de rivier in het stroomprofiel houdt.
  - Zomerdijk: een zomerdijk is de dijk langs een rivier die bij lage afvoeren de rivier in het stroomprofiel houdt, hierbij geholpen door kribben.
- Zeedijk: deze dient bescherming te bieden tegen zeewater. Zeedijken moeten bestand zijn tegen vaak zware golfaanval, en hebben daarom een buitentalud van 1:3 of flauwer en een taludbekleding van steen. Het binnentalud van moderne zeedijken is ook 1:3.
- Ringdijk: een dijk die om een droogmakerij ligt.
- Inlaagdijk: een extra dijk die landwaarts van de bestaande dijk wordt aangelegd als 'reserve' als door vooroevererosie de bestaande dijk een grote kans heeft te verzakken. Het gebied tussen de twee dijken wordt inlaag genoemd. Een inlaagdijk wordt ook wel een slaperdijk genoemd. De functie van een inlaagdijk is echter heel anders dan de hieronder genoemde slaperdijk.
- Waker en Slaper: In het verleden werden vaak landaanwinningswerken uitgevoerd door als het buitengaatse land voldoende opgeslibd was een nieuwe dijk aan de zeezijde aan te leggen en het land tussen de oude en de nieuwe dijk te bemalen. De oude dijk had dan geen functie meer en zou kunnen vervallen. Toch hield men deze dijk in stand als een reservedijk voor het geval de nieuwe zeedijk doorbrak. De nieuwe zeedijk werd dan waker genoemd, de oude zeedijk slaper. Deze slaperdijken bleven dus onder het regime van de keur vallen (je mocht er dus niet in graven). Bij het in werking treden van de Wet op de Waterkering is dit systeem verlaten en verviel vaak de reglementerings-eis. Hier is men later toch wel weer van teruggekomen, en na 2010 wil men toch deze slaperdijken wel weer als veiligheid in het systeem opnemen.[57] Soms noemt men een derde dijk in dit systeem ook wel een dromer. Systemen van Wakers en Slapers vindt men vooral in Zeeland en Groningen/Friesland.[58]  In het rivierengebied komen ook slaperdijken voor. Dit zijn dijken die aangelegd zijn in geval de hoofdwaterkering bezwijkt; hun functie is dus vergelijkbaar met de hierboven genoemde inlaagdijk. Een voorbeeld van zo'n slaperdijk is de dijk die in 1652 is aangelegd aan de oostkant van de Gelderse Vallei van Veenendaal (Fort aan de Buursteeg) naar het noorden tot aan Werk aan de Daatselaar.[59]

De hoogte van een dijk is zodanig dat de doorbraakkans aan de wettelijke eisen voldoet, deze eisen hangen af van het overstromingsrisico.
Naar bouwwijze:
- Veendijk: een veendijk is een regionale waterkering die vooral uit veen bestaat. Veendijken zijn gevoelig voor verdroging.
- Wierdijk: dijken opgebouwd uit gestapeld en tussen palen vastgelegd biologisch materiaal, voornamelijk zeegras, werden vanaf de veertiende eeuw aangelegd, omdat ze beter tegen hoogwater bestand waren dan de oudere dijken uit plaggen.

Wanneer welke dijk gebruikt wordt hangt af van de functie die de dijk moet vervullen en van de omgeving. In West- en Noord-Nederland zijn veel veenkades aangelegd omdat die grondsoort daar veelvuldig voorkomt.

### Onderhoud
In Nederland is de beheerder van een dijk verantwoordelijk voor het onderhoud en moet de beheerder zorgen dat de dijk aan de wettelijke eisen voldoet. De overheid kan eisen stellen aan het onderhoud, de vorm en de manier van aanleg van een waterkering. Wanneer een waterkering in meer dan een provincie ligt, kunnen de Gedeputeerde Staten het onderhoud toewijzen aan een van de organen. Normaliter onderhouden de waterschappen de dijken.
Dijken die van boeren waren dienden door de boeren zelf onderhouden te worden. De hoeveelheid dijk die een boer in Nederland moest onderhouden werd vastgesteld aan de hand van het oppervlak van zijn land. De boeren deden dit onderhoud gezamenlijk. Dit leidde tot de vorming van de waterschappen. Vrijwel alle dijken zijn in beheer en onderhoud bij een waterschap. Alleen die waterkeringen waar niet direct mensen achter wonen (zoals de Afsluitdijk en de Brouwersdam) zijn in beheer bij Rijkswaterstaat. De meeste dijken worden eens in de paar jaar of eens per jaar gecontroleerd, afhankelijk van het overstromingsrisico.
In het kader van het IJkdijk project is onderzocht hoe dijken geautomatiseerd bewaakt kunnen worden. Een aantal remote sensing technieken wordt gebruikt, de overige systemen vinden nog geen praktische toepassing. In Nederland wordt aan de hand van gegevens van het KNMI een prognose gemaakt van het weer (regenval in Nederland en Duitsland, kans op extreem smeltwater); hiermee maakt Rijkswaterstaat een prognose van de te verwachten waterstand langs te dijken. Als dit problemen zou kunnen opleveren wordt dijkbewaking ingesteld.

### Samenwerking met België
Bij primaire waterkeringen waar zowel België als Nederland belang bij hebben wordt er samengewerkt bij het dijkonderhoud en de verzwaring van dijken. De voornaamste samenwerking vindt plaats op het gebied van de Scheldekeringen.

## Dijken in België
In België zijn de waterbeheerders verantwoordelijk voor het onderhoud en de aanleg van dijken.

## Dijken in Brits-Columbia
In Brits-Columbia wijkt de definitie van dijk af. Volgens de dike maintaince act valt alles wat gebruikt wordt ter voorkoming van overstromingen onder de categorie dijk, dus ook dammen, sluizen, afvoerpijpen en constructies voor drainage. In Canada is de gouverneur van een district verantwoordelijk voor het onderhoud en de aanleg van dijken. Een uitzondering hierop zijn dijken die in privaat bezit zijn, de eigenaar is dan verantwoordelijk voor het dijkonderhoud. De dijken worden geïnspecteerd door een dijkinspecteur. De dijkinspecteur kan aanwijzingen geven aan de dijkbeheerder/eigenaar dat de dijk gerepareerd moet worden.